# Деріан (Нью-Йорк)
Деріан (англ. Darien) — місто (англ. town) в США, в окрузі Дженесі штату Нью-Йорк. Населення — 3010 осіб (2020).

## Демографія
Згідно з переписом 2010 року, у місті мешкало 3158 осіб у 1183 домогосподарствах у складі 903 родин. Було 1261 помешкання
Расовий склад населення:
| - 98,7 % — білих - 0,1 % — корінних американців - 0,1 % — чорних або афроамериканців - 0,1 % — азіатів |

До двох чи більше рас належало 0,9 %. Частка іспаномовних становила 1,1 % від усіх жителів.
За віковим діапазоном населення розподілялося таким чином: 21,3 % — особи молодші 18 років, 63,9 % — особи у віці 18—64 років, 14,8 % — особи у віці 65 років та старші. Медіана віку мешканця становила 44,0 року. На 100 осіб жіночої статі у місті припадало 105,7 чоловіків;  на 100 жінок у віці від 18 років та старших — 105,5 чоловіків також старших 18 років.
Середній дохід на одне домашнє господарство  становив 74 631 долар США (медіана — 70 353), а середній дохід на одну сім'ю — 83 348 доларів (медіана — 78 158). Медіана доходів становила 51 194 долари для чоловіків та 40 577 доларів для жінок. За межею бідності перебувало 9,6 % осіб, у тому числі 24,4 % дітей у віці до 18 років та 1,6 % осіб у віці 65 років та старших.
Цивільне працевлаштоване населення становило 1480 осіб. Основні галузі зайнятості: виробництво — 20,0 %, освіта, охорона здоров'я та соціальна допомога — 16,6 %, публічна адміністрація — 10,5 %, мистецтво, розваги та відпочинок — 9,5 %.